# Passat (Windsystem)

Planetarische Zirkulation. Die Innertropische Konvergenzzone (ITC) liegt im Jahresmittel etwa fünf Breitengrade oberhalb des Äquators, da sich auf der Nordhalbkugel größere Landmassen befinden, die sich stärker erwärmen als die Ozeane der Südhalbkugel.

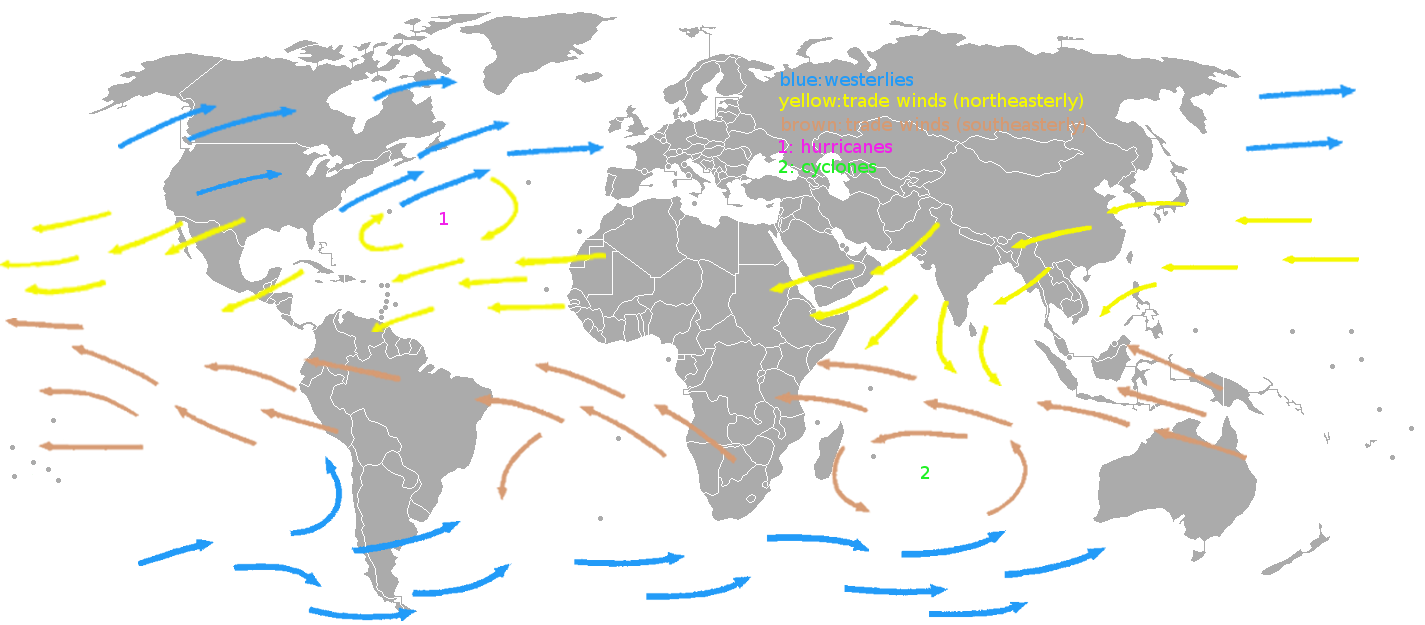
Südostpassat braun, Nordostpassat gelb. Westwindzone blau.

Ein Passat (portugiesisch passar ‚passieren‘, ‚vorbeilaufen‘, ‚-ziehen‘, ‚-gehen‘ oder italienisch passata ‚Überfahrt‘) ist ein mäßig starker und sehr beständiger Wind, der in den Tropen bzw. Subtropen bis zu etwa 30° geographischer Breite rund um den Erdball auftritt.

## Allgemeines
Passatwinde wehen stets in derselben Richtung. Im Atlantik erstrecken sie sich bis 28°, im Pazifik bis 25° nördlicher Breite. Wenn er nicht durch Gebirgsmassive abgelenkt wird, ist seine Richtung auf der Nordhalbkugel stets nordöstlich und auf der Südhalbkugel südöstlich. In Äquatornähe dreht er auf eine rein östliche Richtung und vermindert sich.

## Unterscheidung
Aufgrund der Lage zum Äquator besitzt der Passatwind unterschiedliche Richtungen:
- Nordost-Passat auf der Nordhalbkugel
- Südost-Passat auf der Südhalbkugel

Die Richtung, aus der ein Wind weht, verleiht ihm den Namen. Der Nordost-Passat weht also aus nordöstlicher, der Südost-Passat aus südöstlicher Richtung.

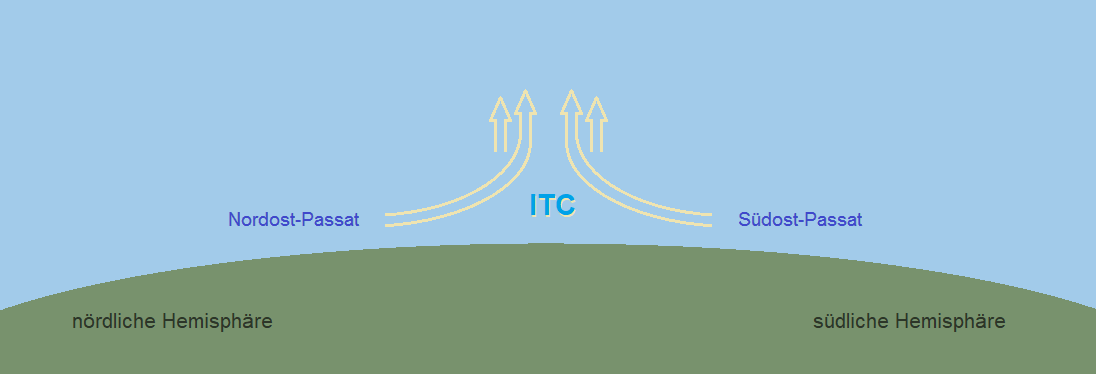
Innertropische Konvergenzzone

Zwischen den Passatzonen liegt die Innertropische Konvergenzzone (ITC bzw. ITCZ), eine durch die vertikal aufsteigenden Luftmassen vorwiegend windstille Zone, auch Kalmen genannt, in der Winde meist nur schwach und aus unterschiedlichen Richtungen wehen (siehe auch Walker-Zirkulation).
Der Passat kann je nach Beschaffenheit der überstrichenen Erdoberfläche unterschiedliche Eigenschaften haben. Weht er über Wasserflächen, nimmt er Feuchtigkeit auf und bringt als relativ konstanter, auflandiger Wind den Küstengebieten regelmäßige Niederschläge. Überstreicht er jedoch Landmassen, bleibt der Feuchtigkeitsgehalt der durch Aufstieg in der ITC und Wiederabstieg getrockneten Luftmassen gering und verursacht in weiten Regionen trockenes (Wüsten-)Klima.

## Entstehung der Passatwinde (Grundprinzipien)
Äquatornah steht die Sonne mittags fast senkrecht (bis zu 90° Einstrahlungswinkel, d. h. Stand im Zenit) und erwärmt dadurch die Luft über dem Boden sehr stark, obwohl die Tage nur 12 bis maximal 13,5 Stunden lang sind. Die erwärmte Luft verliert an Dichte und steigt auf, wodurch darunter (entlang der ITC) über dem Erdboden eine „Tiefdruckrinne“ entsteht.
Beim Aufsteigen kühlt sich die Luft adiabatisch ab, so dass Wasser kondensiert (Wolkenbildung) und oft heftige Gewittergüsse niedergehen. Über die Verdunstung am Boden und die Kondensation in der Höhe, die Wärme freisetzt, wird zusätzliche Wärmeenergie von der Erdoberfläche in die Höhe befördert. An der Tropopause (in etwa 15 bis 18 Kilometer Höhe) strömt die Luft nach Norden und Süden vom Äquator weg. Dabei kühlt die Luft zwar weiter ab, bleibt im Vergleich zu den Luftmassen der höheren Breiten dennoch relativ warm. Durch die Temperaturschichtung von der sehr warmen, aus der ITC stammenden Luft, über der vergleichsweise weniger warmen Luft der höheren Breiten entsteht die stabile Passatinversion, die einen vertikalen Luftaustausch behindert. Bei der Bewegung polwärts werden die Luftmassen auf einen engeren Raum zusammengedrängt, weil sich die Meridiane vom Äquator bis zu den Polen immer weiter annähern. So beträgt der Abstand zweier Meridiane am Äquator rund 111 km, aber beim 30. Breitengrad nur noch rund 96 km. Die zusammenströmenden Luftmassen müssen trotz ihrer geringeren Dichte in Richtung des Erdbodens ausweichen. Ein Großteil der polwärts strömenden Luftmassen sinkt im Bereich um ca. 30° Nord bzw. 30° Süd ab. Dadurch entstehen in diesen Regionen stabile Hochdruckgebiete. Beim Absinken erwärmt sich die Luft.

Erdrotation

Die aus dem Hochdruckgebiet ausströmende Luft folgt nun wieder dem Luftdruckgefälle, Hauptströmungen wehen daher zur äquatorialen Tiefdruckrinne. Diese Winde sind relativ stabil und werden aufgrund der Erdrotation (siehe Corioliskraft) zu leicht östlichen Winden (also aus Osten kommend) abgelenkt, nämlich auf der Nordhalbkugel in Strömungsrichtung nach rechts und auf der Südhalbkugel nach links. So entstehen die Nordost- respektive Südost-Passate. In den Subtropen treten flache Kumuluswolken auf, die sogenannte Passatwolken. Diese werden durch die Passatwindinversion daran gehindert, weiter zu wachsen. Die Passwatwinde sind in ihrer Richtung, Stärke und in Temperatur- und Niederschlagsverhältnissen so charakteristisch, dass sie schon früh namentlich bezeichnet und ihre Entstehung untersucht wurde.
Das Zusammenströmen der Passate in den tropischen Breiten gibt der innertropischen Konvergenzzone ihren Namen. Die Konvergenzzone verschiebt sich im Jahreslauf in Nord-Süd-Richtung (siehe den folgenden Abschnitt).
Die Einordnung der Passatwinde im Zusammenhang der globalen Windsysteme ist unter Planetarische Zirkulation beschrieben.

## Verschiebungen im Jahreslauf

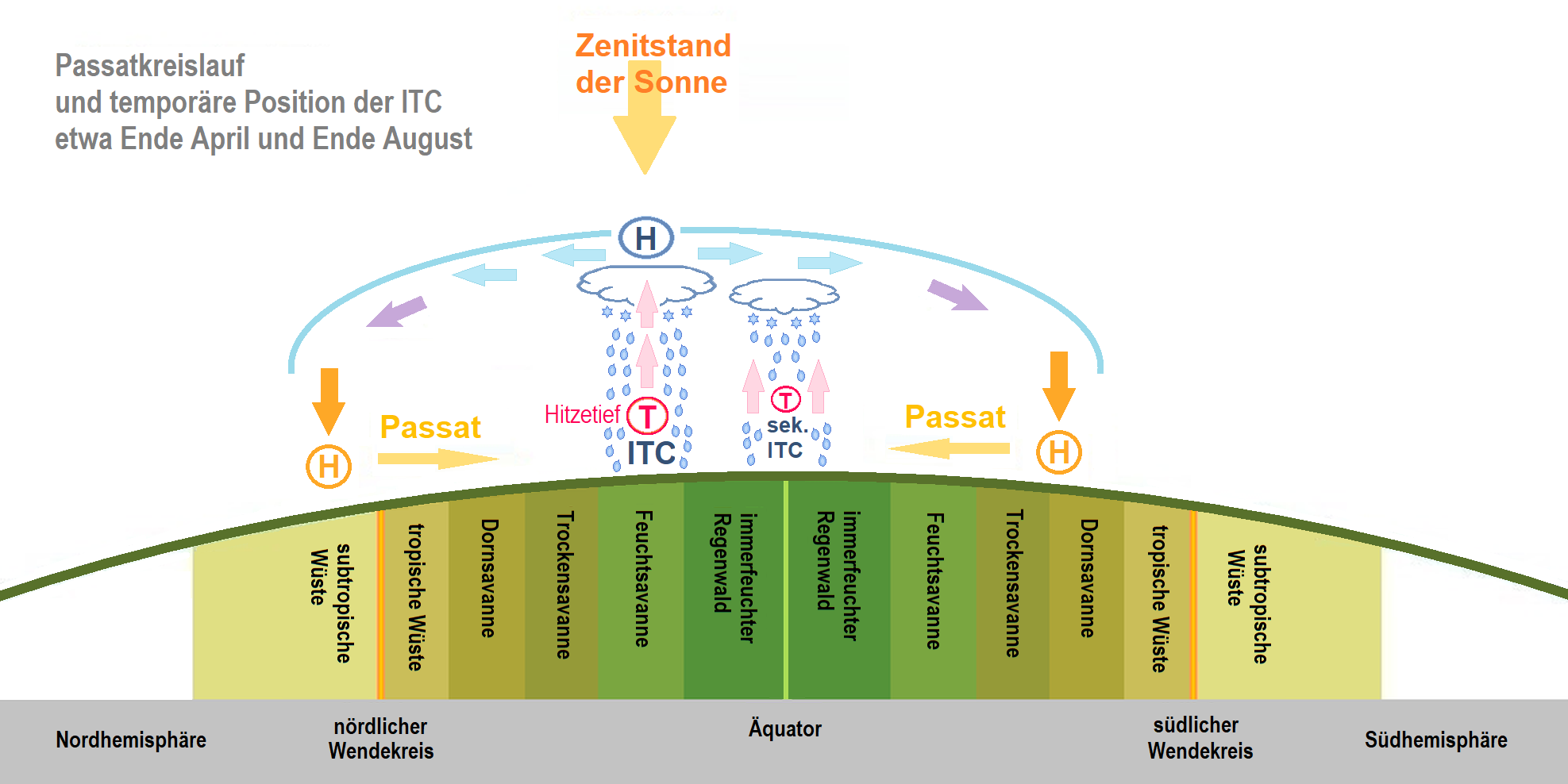
Stark überhöhtes Schema: Passatkreislauf und die Lage der ITC etwa Ende April und Ende August

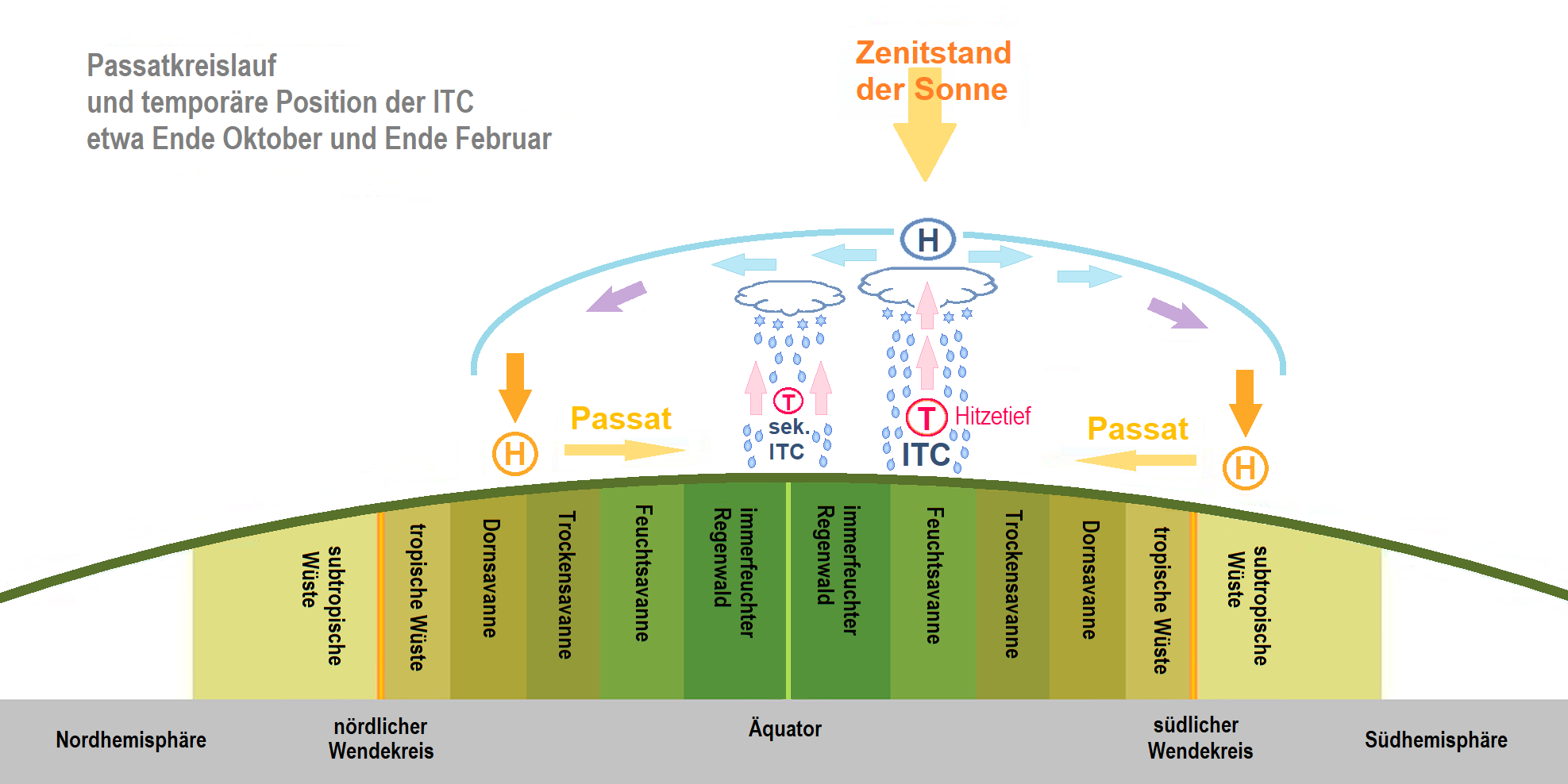
Stark überhöhtes Schema: Passatkreislauf und die Lage der ITC etwa Ende Oktober und Ende Februar. Siehe auch Regenzeiten.

Aufgrund der Schiefe der Ekliptik verschiebt sich der Zenitstand der Sonne im Jahreslauf: Am Tag der Sommersonnenwende (Sommeranfang) steht die Sonne über dem nördlichen Wendekreis, am Tag der Wintersonnenwende (Winteranfang) über dem südlichen. Durch die jahreszeitliche Veränderung der Sonneneinstrahlung verlagert sich die Innertropische Konvergenzzone und mit ihr verschiebt sich auch das Windsystem der Passatzirkulationen zwischen den beiden Wendekreisen. Dadurch geraten viele tropische Regionen im Jahresverlauf regelmäßig abwechselnd unter den Einfluss des Nordost- und des Südostpassatwindes. Der Verlauf der Innertropischen Konvergenzzone kann zusätzlich aufgrund der Verteilung von Land- und Wassermassen bzw. deren unterschiedliches Erwärmungsverhalten sowie durch die Höhenzüge großer Gebirgsketten beeinflusst werden. So verlagert sich die Innertropische Konvergenzzone insbesondere über Nordpakistan und Indien durch den Himalaya im Sommer ungewöhnlich weit bis über den 35° Breitengrad hinaus.
Da der Feuchtigkeitsgehalt der Passatwinde davon abhängt, ob sie über Wasser- oder Landflächen ziehen, kann die resultierende Niederschlagsmenge von Nordost- und Südostpassat höchst unterschiedlich sein. In solchen Fällen treten jahreszeitliche Schwankungen der Niederschlagsmenge auf, die als Regen- und Trockenzeit bezeichnet werden. Beispielsweise liegt am Golf von Guinea in Westafrika die Regenzeit in den Monaten Mai bis Juli (Südostpassat), im Rest des Jahres herrscht Trockenzeit (Nordostpassat). Auch die Küstenwüsten der Erde (wie die Atacamawüste im Norden Chiles) werden durch trockene Passatwinde hervorgerufen.

## Geschichte

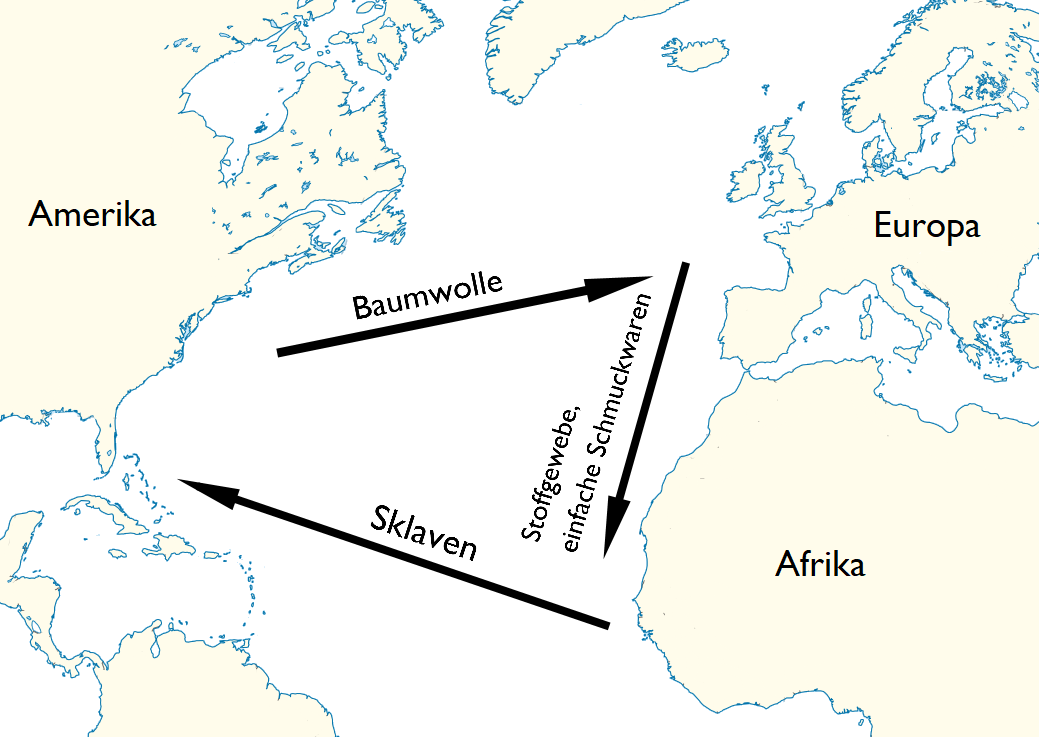
Atlantischer Dreieckshandel

Christoph Kolumbus gilt als der erste Seefahrer, der auf seinen Entdeckungsreisen das damals noch nicht erforschte Phänomen der Passatwinde ausnutzte. Kaum hatte er die Kanaren verlassen, kam er in die Zone der Passatwinde. Er war überzeugt, dass die Änderung der Segel auch für die Rückreise von Vorteil sein würde, weil er gemäß seinen früheren Erfahrungen westliche Winde auf nördlicheren Breiten erwartete. Hierüber gibt es einen ausführlichen Eintrag vom 25. August 1492 im Bordbuch der ersten Reise.
Die Passatzirkulation, also die erdumspannende Luftströmung der Passatwinde, wurde erstmals 1735 von George Hadley sachlich richtig beschrieben, rund einhundert Jahre bevor Gaspard Gustave de Coriolis die Corioliskraft allgemeiner als Ursache der Bewegungsablenkung in westlicher Richtung erkannte. Das Luftzirkulationssystem, dem die Passate entspringen, wird daher Hadley-Zelle genannt. Wegen seiner Beständigkeit wurde und wird der Passat von Segelschiffen zur zügigen Überquerung der Ozeane genutzt. Das traf in besonderem Maße zur Zeit der Segelschiffe zu, die aufgrund von Rahsegeln nur mühsam gegen den Wind kreuzen konnten und bei seitlichen oder achterlichen Winden deutlich höhere Geschwindigkeiten erzielten. Bis heute legen Segler ihre Route wegen der gut vorhersagbaren Windrichtungen gerne in die Passatregionen. Auch wenn dadurch die zu segelnde Strecke verlängert wird, kann die Ausnutzung der Passatwinde die Fahrtzeiten verringern.
Der Nordost-Passat war eine Komponente des atlantischen Dreieckshandels der frühen Neuzeit. Europäische Segelschiffe segelten zunächst an der afrikanischen Westküste nach Süden, bis im Gebiet des Nordost-Passats eine zügige Fahrt gen Westen möglich war. An der amerikanischen Küste nutzten sie die nordgehende Meeresströmung, um vom Golf von Mexiko in die Westwindzone der Nordhalbkugel zu gelangen und zusätzlich den Golfstrom zur Rückfahrt nach Europa zu nutzen.

## Die Änderung der Windrichtung über dem Indischen Ozean

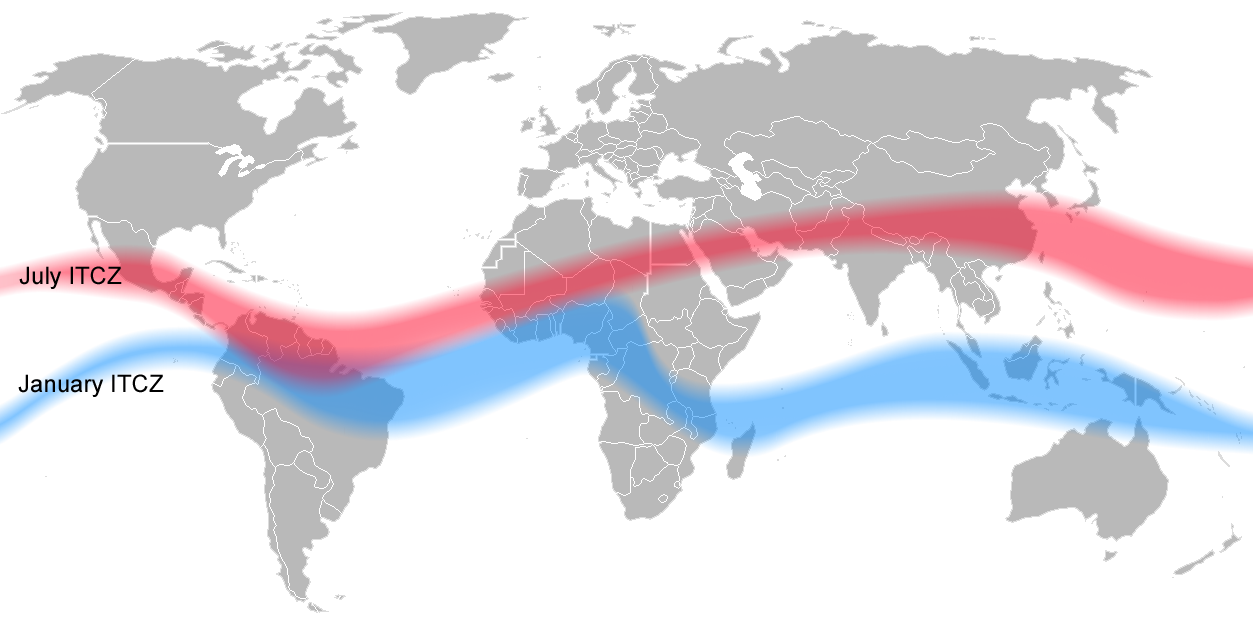
Die Lage der innertropischen Konvergenzzone (ITC) im Juli (rot) und im Januar (blau)

Verschiebt sich die ITC sehr weit auf die Nordhalbkugel, so überquert der Südost-Passat den Äquator und wird danach von der Corioliskraft nicht mehr nach Westen, sondern nach Osten abgelenkt. Der Südost-Passat dreht dadurch auf südwestliche Richtung (kommt also aus dem Südwesten). Dies passiert regelmäßig über dem Indischen Ozean, weil die ITC über Indien und Pakistan bei Sommeranfang ungewöhnlich weit nach Norden  wandert (bis über den 30. nördlichen Breitengrad hinaus).

## Tropische Wellen
In die Passatströmung eingebettet sind die Tropischen Wellen (easterly waves). Während die Bodenströmung aus Nordost bzw. Südost weht, herrscht in der Höhe ab ca. 2000 m meistens eine reine Ostströmung, der sogenannte Urpassat. Dieses breitenparallele Windband beginnt bisweilen zu schwingen und es bildet sich eine wellenförmige Strömung mit einer Wellenlänge um die 15 bis 30 Längengrade. Im Bereich dieser Wellen entsteht in Nord-Süd-Richtung hochreichende Quellbewölkung mit starken Regenschauern. Diese Schlechtwettergebiete wandern mit einer Zuggeschwindigkeit von ca. 22 km/h Richtung Westen und können die Keimzelle tropischer Wirbelstürme sein.